# Caroline av Ansbach
Caroline av Ansbach, född 1 mars 1683 i Ansbach, död 20 november 1737 på St. James's Palace, London, drottning och tidvis tillförordnad regent av Storbritannien och Irland, gift med Georg II av Storbritannien. Hon var dotter till markgreve Johan Fredrik av Brandenburg-Ansbach och Eleonore Erdmuthe av Sachsen-Eisenach.

## Biografi

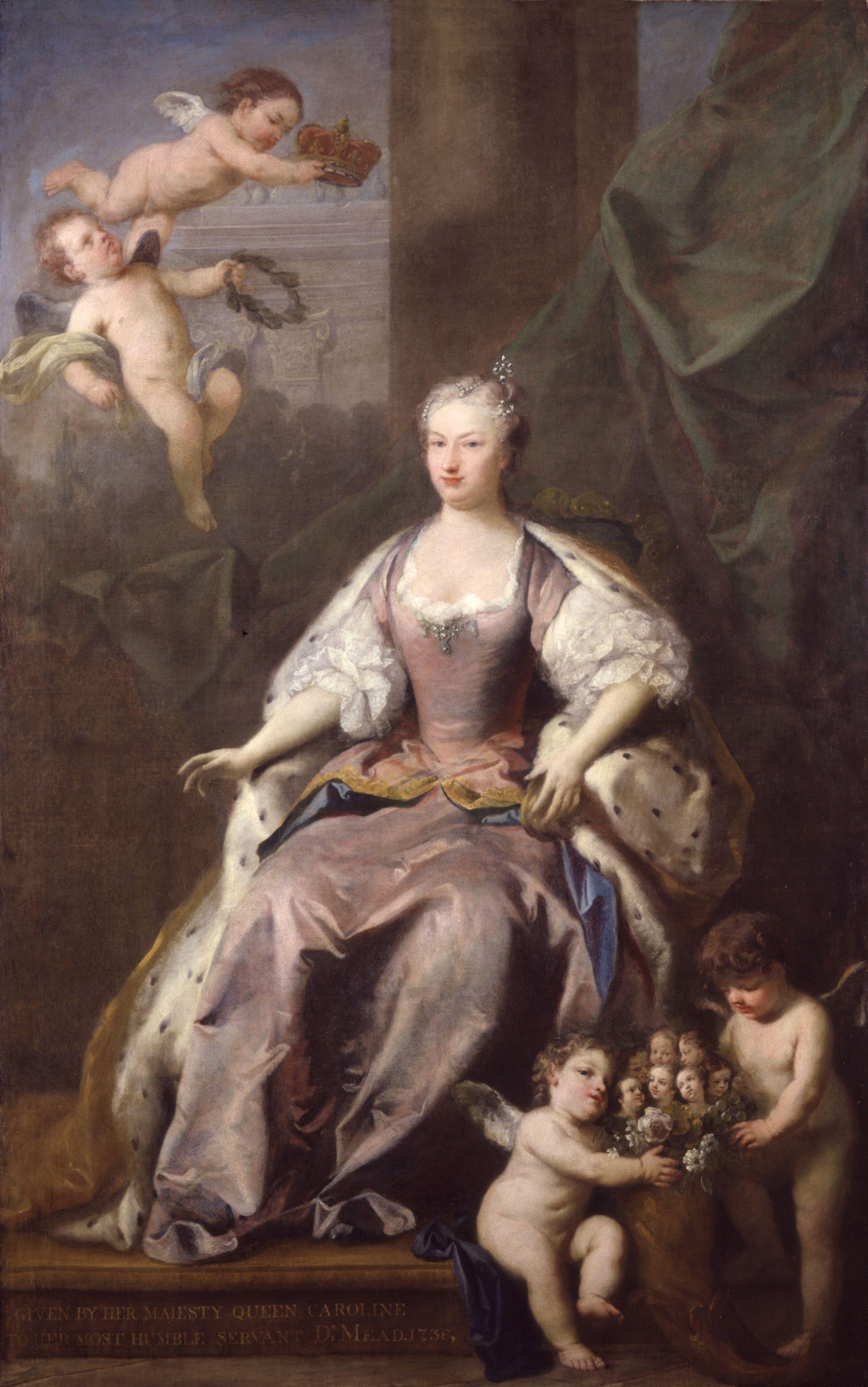
Caroline av Ansbach. Målning av Jacopo Amigoni (1735)

Hon föddes som Wilhelmina Charlotte Caroline av Brandenburg-Ansbach, dotter till markgreve Johan Fredrik av det frankiska furstendömet Brandenburg-Ansbach, och tillhörde därmed den yngre Ansbachgrenen av huset Hohenzollern. Caroline blev tidigt föräldralös och levde efter moderns död 1696 hos sin släkt vid det Brandenburg-preussiska hovet i Berlin, där hon fick en god utbildning av Preussens drottning Sofia Charlotta av Hannover. Hon beskrivs som intelligent och vacker och mottog frierier från bland andra monarkerna av Spanien och Österrike, men tackade nej eftersom hon inte ville konvertera. Hon gifte sig 1705 med den dåvarande kurfurstliga prinsen Georg av Hannover, brorson till drottning Sofia Charlotta. Äktenskapet var inte arrangerat: Georg besökte henne incognito och blev förälskad i henne, och Caroline, som hade genomskådat hans förklädnad, ska ha tyckt att han var attraktiv.

### Prinsessa av Wales
År 1714 följde Caroline med Georg till Storbritannien efter att hans far hade ärvt tronen som kung Georg I av Storbritannien, och hon och maken därmed blev tronföljarpar. I avsaknad av en drottning hade hon högre status än någon annan kvinna i Storbritannien redan från början. Hon och maken hade en dålig relation till hennes svärfar kungen. Paret bildade ett eget hov som blev centralt för den brittiska oppositionen mot svärfaderns tyska hov. 
År 1717 inträffade en allvarlig brytning med svärfadern som lät sätta paret under husarrest och ta ifrån dem vårdnaden om barnen. År 1720 lyckades Caroline genom sin vänskap med Robert Walpole försona maken och svärfadern. Relationen mellan Caroline och Georg ska ha varit lycklig, även om Georg var öppet otrogen, något hon visste om och accepterade. Caroline genomdrev en officiell undersökning av koppning, och då den visade sig framgångsrik, lät hon vaccinera sina egna barn.
Caroline gjorde stor succé då hon anlände till Storbritannien. Medan hennes make endast kunde idealiseras som framtida monark, blev Caroline i samtida propaganda identifierad som en protestanstisk hjältinna på grund av att hon en gång vägrat konvertera till katolicismen för att gifta in sig i tysk-romerska kejsarhuset, och som den protestantiska dynastins Hannovers beskyddare under en tid av hot mot den katolska jakobitiska dynastins Stuart, och hon blev mer populär än sin make.
Liksom i Hannover inkluderade Georg henne i alla offentliga ceremonier vid sin sida, och de ägnade sig åt mycket representation för att samla anhängare, och de visade sig regelbundet offentligt vid hovet, i kyrkan, i teatern och på promenader i St James's park. Medan maken och svärfadern var osociala och föredrog att umgås med tyskar, gjorde sig Caroline populär genom att demonstrera sin förkärlek för brittiska vanor och kultur och skapade sig ett brett nätverk av brittiska vänner, och hennes sociala sällskapstalanger och charm ska ha balanserat makens mer reseverade natur väl. Hon var både som kronprinsessa och drottning noga med att upprätthålla hovlivet.

### Drottning
Caroline kröntes till drottning samtidigt som sin man år 1727, något som inte var okontroversiellt. Hon övertalade Georg att behålla Walpole som minister, och hon hade sedan ett nära politiskt samarbete med Walpole, som allmänt kallades "drottningens minister".
När Georg II befann sig i utlandet, vilket han ofta gjorde då han besökte rikets andra del, Hannover i Tyskland, var hon landets officiella tillförordnade regent. Georg hade år 1728 utfärdat en bestämmelse enligt vilken Caroline automatiskt skulle bli regent under hans frånvaro. Hon bar som regent titeln: Beskyddare av Brittiska riket, Hans Majestäts löjtnant och regent av detsamma under Hans Majestäts frånvaro. Caroline stödde yttrandefrihet i parlamentet och tidningarna och mildhet mot jakobiterna. Hon fungerade som regent under åren 1729, 1732, 1735 och 1736–1737. År 1729 skötte hon fredsförhandlingar mellan Storbritannien, Spanien och Portugal. Caroline var beskyddare av flera framstående författare och politiker. Hon intresserade sig för politik, filosofi och konst och samlade på juveler.
En samtida satirisk vers om hennes politiska aktivitet löd: 
You may strut, dapper George, but 'twill all be in vain,
We all know 'tis Queen Caroline, not you, that reign.
(Du kan strutta, Georg, men det saknar grund
Vi vet alla att det är drottning Caroline, inte du, som styr)
Caroline, liksom Georg, hade en dålig relation till sin äldste son och tronarvinge Fredrik, som de hade lämnat kvar i Tyskland 1714 och som återvände som en främling år 1728. Fredrik tog mycket illa upp att Georg åt 1728 förklarade Caroline i stället för Fredrik som automatisk regent under Georgs frånvaro. Då hans första barn föddes förde han bort sin gravida fru Augusta från det palats där hans föräldrar befann sig till ett annat palats, en farlig färd mitt under graviditeten och förlossningen, endast för att han ville förhindra sina föräldrar att närvara. Efter detta hördes Caroline öppet uttrycka sin avsky för honom.
Caroline avled 1737 under en operation utan bedövning för bråck. Hennes livmoder hade också spruckit. Hon bad vid dödsbädden Georg att gifta om sig, men hade svarade att han endast skulle ta älskarinnor. Hon hade då svarat: "Åh min gud, det förhindrar det inte!" Hon skickade också ett meddelande till sin son där hon bad om hans förlåtelse. Carolines död orsakade uppriktig landssorg i Storbritannien. Hon bedöms ha varit den kanske mest politiskt inflytelserika av Englands alla icke regerande drottningar. Hon uppskattas ha säkrat den brittiska tronen åt ätten Hannover under en tid då denna satt osäkert på tronen.

## Barn
1. Fredrik Ludvig (1707–1751), far till kung Georg III av Storbritannien
2. Anna (1709–1759), gift med Vilhelm IV av Oranien
3. Amalia Sophia (1711–1786)
4. Caroline Elizabeth (1713–1757)
5. George William (1717–1718)
6. Vilhelm August, hertig av Cumberland (1721–1765)
7. Maria (1723–1772), gift med Fredrik II av Hessen-Kassel
8. Louise (1724–1751), gift med Fredrik V av Danmark

## Anfäder
|                     |  |  |  |  |  |  |  |                                       |  |  |  |  |  |  |  |                                        |  |  |  |  |  |  |  | Joakim Ernst av Brandenburg-Ansbach |
|                     |  |  |  |  |  |  |  |                                       |  |  |  |  |  |  |  |                                        |  |  |  |  |  |  |  |                                     |
|                     |  |  |  |  |  |  |  |                                       |  |  |  |  |  |  |  | Albrekt II av Brandenburg-Ansbach      |  |  |  |  |  |  |  |                                     |
|                     |  |  |  |  |  |  |  |                                       |  |  |  |  |  |  |  |                                        |  |  |  |  |  |  |  |                                     |
|                     |  |  |  |  |  |  |  |                                       |  |  |  |  |  |  |  |                                        |  |  |  |  |  |  |  | Sofia av Solms-Laubach              |
|                     |  |  |  |  |  |  |  |                                       |  |  |  |  |  |  |  |                                        |  |  |  |  |  |  |  |                                     |
|                     |  |  |  |  |  |  |  | Johan Fredrik av Brandenburg-Ansbach  |  |  |  |  |  |  |  |                                        |  |  |  |  |  |  |  |                                     |
|                     |  |  |  |  |  |  |  |                                       |  |  |  |  |  |  |  |                                        |  |  |  |  |  |  |  |                                     |
|                     |  |  |  |  |  |  |  |                                       |  |  |  |  |  |  |  |                                        |  |  |  |  |  |  |  | Joakim Ernst av Oettingen-Oettingen |
|                     |  |  |  |  |  |  |  |                                       |  |  |  |  |  |  |  |                                        |  |  |  |  |  |  |  |                                     |
|                     |  |  |  |  |  |  |  |                                       |  |  |  |  |  |  |  | Sofia Margareta av Oettingen-Oettingen |  |  |  |  |  |  |  |                                     |
|                     |  |  |  |  |  |  |  |                                       |  |  |  |  |  |  |  |                                        |  |  |  |  |  |  |  |                                     |
| Caroline av Ansbach |  |  |  |  |  |  |  |                                       |  |  |  |  |  |  |  |                                        |  |  |  |  |  |  |  |                                     |
|                     |  |  |  |  |  |  |  |                                       |  |  |  |  |  |  |  |                                        |  |  |  |  |  |  |  | Vilhelm av Sachsen-Weimar           |
|                     |  |  |  |  |  |  |  |                                       |  |  |  |  |  |  |  |                                        |  |  |  |  |  |  |  |                                     |
|                     |  |  |  |  |  |  |  |                                       |  |  |  |  |  |  |  | Johan Georg I av Sachsen-Eisenach      |  |  |  |  |  |  |  |                                     |
|                     |  |  |  |  |  |  |  |                                       |  |  |  |  |  |  |  |                                        |  |  |  |  |  |  |  |                                     |
|                     |  |  |  |  |  |  |  |                                       |  |  |  |  |  |  |  |                                        |  |  |  |  |  |  |  | Eleonora Dorotea av Anhalt-Dessau   |
|                     |  |  |  |  |  |  |  |                                       |  |  |  |  |  |  |  |                                        |  |  |  |  |  |  |  |                                     |
|                     |  |  |  |  |  |  |  | Eleonore Erdmuthe av Sachsen-Eisenach |  |  |  |  |  |  |  |                                        |  |  |  |  |  |  |  |                                     |
|                     |  |  |  |  |  |  |  |                                       |  |  |  |  |  |  |  |                                        |  |  |  |  |  |  |  |                                     |
|                     |  |  |  |  |  |  |  |                                       |  |  |  |  |  |  |  |                                        |  |  |  |  |  |  |  | Ernst av Sayn-Wittgenstein-Sayn     |
|                     |  |  |  |  |  |  |  |                                       |  |  |  |  |  |  |  |                                        |  |  |  |  |  |  |  |                                     |
|                     |  |  |  |  |  |  |  |                                       |  |  |  |  |  |  |  | Johannetta av Sayn-Wittgenstein        |  |  |  |  |  |  |  |                                     |
|                     |  |  |  |  |  |  |  |                                       |  |  |  |  |  |  |  |                                        |  |  |  |  |  |  |  |                                     |
|                     |  |  |  |  |  |  |  |                                       |  |  |  |  |  |  |  |                                        |  |  |  |  |  |  |  | Lovisa Juliana av Erbach            |
|                     |  |  |  |  |  |  |  |                                       |  |  |  |  |  |  |  |                                        |  |  |  |  |  |  |  |                                     |